# Fake Love (canción de Drake)
«Fake Love» —en español: «Falso amor»— es una canción del rapero canadiense Drake, lanzada como el sencillo principal de su álbum de 2017, More Life. Fue coescrita por Drake con Starrah, Vinylz y Frank Dukes, mientras que los dos últimos se encargaron de la producción de la canción. La canción fue lanzada para descarga digital el 29 de octubre de 2016, a través de Young Money Entertainment y Cash Money Records.

## Composición y letras
«Fake Love» presenta un ritmo de R&B. Líricamente, se enfoca en compañeros que solo aprecian a Drake por su éxito y no se preocuparían por él de otra manera, de ahí la letra, «gente falsa que me muestra amor falso».

## Recepción crítica
Sheldon Pearce de Pitchfork comparó la canción con «Hotline Bling» y la llamó «...contagiosa y vagamente familiar, con notas altas de varias canciones en el canon de Drake».

## Rendimiento comercial
El 27 de marzo de 2017, «Fake Love» vendió 784 000 mil copias en los Estados Unidos.

## Posicionamiento en listas
| Posición (2016–17)                          | Mejor posición |
| ------------------------------------------- | -------------- |
| Australia (ARIA)                            | 16             |
| Australia Urban (ARIA)                      | 4              |
| Alemania (Offizielle Deutsche Charts)       | 54             |
| Austria (Ö3 Austria Top 40)                 | 49             |
| Bélgica (Flandes) (Ultratip Bubbling Under) | 3              |
| Bélgica (Valonia) (Ultratip Bubbling Under) | 5              |
| Canadá (Canadian Hot 100)                   | 10             |
| República Checa (Singles Digitál Top 100)   | 28             |
| Dinamarca (Tracklisten)                     | 14             |
| Escocia (Scottish Singles Sales Chart)      | 32             |
| Eslovaquia (Singles Digitál Top 100)        | 27             |
| España (Top 100 Canciones)                  | 73             |
| Estados Unidos (Billboard Hot 100)          | 8              |
| Estados Unidos (Hot R&B/Hip-Hop Songs)      | 4              |
| Estados Unidos (Mainstream Top 40)          | 16             |
| Estados Unidos (Rhythmic)                   | 1              |
| Francia (SNEP)                              | 79             |
| Filipinas (Philippine Hot 100)              | 81             |
| Irlanda (IRMA)                              | 18             |
| Italia (FIMI)                               | 55             |
| Nueva Zelanda (Recorded Music NZ)           | 3              |
| Noruega (VG-lista)                          | 40             |
| Países Bajos (Dutch Top 40)                 | 35             |
| Países Bajos (Mega Single Top 100)          | 19             |
| Portugal (AFP)                              | 14             |
| República Checa (Singles Digitál Top 100)   | 28             |
| Suecia (Sverigetopplistan)                  | 31             |
| Suiza (Schweizer Hitparade)                 | 27             |
| Reino Unido (UK R&B Chart)                  | 1              |
| Reino Unido (Official Charts Company)       | 10             |

| Lista (2016)             | Posición |
| ------------------------ | -------- |
| Australia (Urban) (ARIA) | 17       |

| Lista (2017)                                     | Posición |
| ------------------------------------------------ | -------- |
| Canadá (Canadian Hot 100)                        | 49       |
| Estados Unidos (Billboard Hot 100)               | 37       |
| Estados Unidos Hot R&B/Hip-Hop Songs (Billboard) | 18       |
| Estados Unidos Rhythmic (Billboard)              | 5        |
| Reino Unido Singles (Official Charts Company)    | 91       |
| Portugal (AFP)                                   | 71       |

## Certificaciones
| País           | Organismo certificador | Certificación | Ventas certificadas | Ref.   |
| -------------- | ---------------------- | ------------- | ------------------- | ------ |
| Australia      | ARIA                   | Platino       | 70 000              | [ 46 ] |
| Brasil         | Pro-Música Brasil      | Oro           | 30 000              | [ 47 ] |
| Dinamarca      | IFPI Dinamarca         | Platino       | 90 000              | [ 48 ] |
| Estados Unidos | RIAA                   | 4× Plata      | 4 000               | [ 49 ] |
| Francia        | SNEP                   | Oro           | 66 666              | [ 50 ] |
| Italia         | FIMI                   | Oro           | 50 000              | [ 51 ] |
| Portugal       | AFP                    | Platino       | 10 000              | [ 52 ] |
| Reino Unido    | BPI                    | Platino       | 600 000             | [ 53 ] |